# Unione Sportiva Sassuolo Calcio 1986-1987
Questa voce raccoglie le informazioni riguardanti l'Unione Sportiva Sassuolo Calcio nelle competizioni ufficiali della stagione 1986-1987.

## Rosa
| N. |                   | Ruolo | Calciatore        |
| -- | ----------------- | ----- | ----------------- |
|    | Italia (bandiera) | A     | Andrea Baioni     |
|    | Italia (bandiera) | C     | Raffaello Bovo    |
|    | Italia (bandiera) | D     | Emedio Cattelani  |
|    | Italia (bandiera) | D     | Stefano Ferrari   |
|    | Italia (bandiera) | A     | Alberto Lovato    |
|    | Italia (bandiera) | A     | Alessandro Luppi  |
|    | Italia (bandiera) | C     | Cesare Maestroni  |
|    | Italia (bandiera) | D     | Andrea Malaguti   |
|    | Italia (bandiera) | A     | Maurizio Marasti  |
|    | Italia (bandiera) | D     | Walter Meglioli   |
|    | Italia (bandiera) | C     | Stefano Montanini |

| N. |                   | Ruolo | Calciatore          |
| -- | ----------------- | ----- | ------------------- |
|    | Italia (bandiera) | A     | Marco Paganelli     |
|    | Italia (bandiera) | C     | Alessandro Pane     |
|    | Italia (bandiera) | C     | Francesco Residori  |
|    | Italia (bandiera) | D     | Giovanni Scacchetti |
|    | Italia (bandiera) | P     | Marco Silvestri     |
|    | Italia (bandiera) | P     | Andrea Taglini      |
|    | Italia (bandiera) | P     | Costante Turchi     |
|    | Italia (bandiera) | A     | Cesare Vitale       |
|    | Italia (bandiera) | D     | Riccardo Zaccheroni |
|    | Italia (bandiera) | D     | Francesco Zarzana   |
|    | Italia (bandiera) | D     | Stefano Zironi      |

## Risultati

### Serie C2

#### Girone di andata
| 21 settembre 1986 1ª giornata | Varese | 3 – 1 | Sassuolo |  |

| 28 settembre 1986 2ª giornata | Sassuolo | 2 – 0 | Treviso |  |

| 5 ottobre 1986 3ª giornata | Giorgione | 1 – 0 | Sassuolo |  |

| 12 ottobre 1986 4ª giornata | Sassuolo | 0 – 0 | Suzzara |  |

| 19 ottobre 1986 5ª giornata | Mestre | 0 – 0 | Sassuolo |  |

| 26 ottobre 1986 6ª giornata | Sassuolo | 1 – 0 | Pievigina |  |

| 2 novembre 1986 7ª giornata | Orceana | 0 – 4 | Sassuolo |  |

| 9 novembre 1986 8ª giornata | Sassuolo | 2 – 0 | Oltrepò |  |

| 16 novembre 1986 9ª giornata | Vogherese | 2 – 2 | Sassuolo |  |

| 23 novembre 1986 10ª giornata | Sassuolo | 0 – 0 | Chievo |  |

| 30 novembre 1986 11ª giornata | Montebelluna | 1 – 0 | Sassuolo |  |

| 7 dicembre 1986 12ª giornata | Sassuolo | 0 – 2 | Pro Patria |  |

| 14 dicembre 1986 13ª giornata | Venezia | 0 – 0 | Sassuolo |  |

| 21 dicembre 1986 14ª giornata | Sassuolo | 0 – 1 | Ospitaletto |  |

| 4 gennaio 1987 15ª giornata | Pergocrema | 1 – 0 | Sassuolo |  |

| 11 gennaio 1987 16ª giornata | Sassuolo | 1 – 0 | Pordenone |  |

| 18 gennaio 1986 17ª giornata | Pavia | 2 – 0 | Sassuolo |  |

#### Girone di ritorno
| 25 gennaio 1987 18ª giornata | Sassuolo | 1 – 2 | Varese |  |

| 1º febbraio 1987 19ª giornata | Treviso | 2 – 0 | Sassuolo |  |

| 8 febbraio 1987 20ª giornata | Sassuolo | 1 – 1 | Giorgione |  |

| 15 febbraio 1987 21ª giornata | Suzzara | 0 – 0 | Sassuolo |  |

| 22 febbraio 1987 22ª giornata | Sassuolo | 1 – 0 | Mestre |  |

| 1º marzo 1987 23ª giornata | Pievigina | 1 – 0 | Sassuolo |  |

| 8 marzo 1987 24ª giornata | Sassuolo | 0 – 1 | Orceana |  |

| 15 marzo 1987 25ª giornata | Oltrepò | 0 – 0 | Sassuolo |  |

| 29 marzo 1987 26ª giornata | Sassuolo | 2 – 2 | Vogherese |  |

| 5 aprile 1987 27ª giornata | Chievo | 1 – 0 | Sassuolo |  |

| 18 aprile 1987 28ª giornata | Sassuolo | 1 – 0 | Montebelluna |  |

| 26 aprile 1987 29ª giornata | Pro Patria | 1 – 0 | Sassuolo |  |

| 3 maggio 1987 30ª giornata | Sassuolo | 3 – 1 | Venezia |  |

| 17 maggio 1987 31ª giornata | Ospitaletto | 0 – 2 | Sassuolo |  |

| 24 maggio 1987 32ª giornata | Sassuolo | 0 – 0 | Pergocrema |  |

| 31 maggio 1987 33ª giornata | Pordenone | 0 – 0 | Sassuolo |  |

| 7 giugno 1987 34ª giornata | Sassuolo | 1 – 0 | Pavia |  |